# Wilhelm Karmann
Pour les articles homonymes, voir Karmann (homonymie).
Wilhelm Karmann, né le 14 février 1871 à Krefeld et mort le 28 septembre 1922 à Osnabrück, est un ingénieur allemand et le fondateur de l'entreprise d'automobiles Wilhelm Karmann GmbH plus connue sous le nom de « Karmann ».